# Maurice Couette
Maurice Marie Alfred Couette (Tours, 9 de enero de 1858 - Angers, 18 de agosto de 1943) fue un físico francés conocido por su trabajo en mecánica de fluidos.

## Biografía
Couette obtuvo títulos en matemáticas y física en 1877 y 1879, respectivamente. En 1886, se casó con Jeanne Jenny, con quien tuvo ocho hijos de los cuales cinco llegaron a la edad adulta.
Publicó su tesis doctoral sobre "Estudios de la fricción en líquidos" bajo supervisión del premio Nobel Gabriel Lippmann en la Sorbona. También estudió con Joseph Boussinesq. Se doctoró en 1890.
Ese mismo año logró el puesto de profesor en la Universidad Católica de Angers, hoy en día la Universidad Católica del Oeste, donde trabajó hasta su retiro en 1933.

## Trabajo
Couette es sobre todo conocido por sus aportaciones a la reología y a la teoría del flujo fluido. Diseñó un viscosímetro cilíndrico para medir la viscosidad. Su mayor aportación fue la descripción del flujo de Couette, resultado de aplicar la condición de no deslizamiento a un fluido cuando las paredes que lo contienen se mueven. De ahí obtiene las condiciones de contorno para determinar la velocidad, lo que permite extender el flujo de Hagen-Poiseuille a un caso más general. Matemáticamente se puede ver el flujo de Couette como la solución de la ecuación diferencial homogénea y la Hagen-Poiseuille como la de la concreta, siendo una combinación lineal de ambas solución del problema.

## Legado
El Grupo Francés de Reología concede a día de hoy el Premio Maurice Couette en su honor.